# José Enrique
José Enrique Sánchez Díaz (pronunție în spaniolă [xoˈse enˈrike ˈsant͡ʃeθ ˈði.aθ]; n. 23 ianuarie 1986), cunoscut ca José Enrique, este un fotbalist spaniol retras din activitate care a jucat pentru Liverpool pe postul de fundaș stânga.

## Titluri

### Club
Newcastle United
- Football League Championship: 2009–10

Liverpool
- Football League Cup: 2011–2012

### Individual
- PFA Championship Team of the Year: 2009–10
- Standard Chartered Liverpool Player of the Month Award: noiembrie 2012

## Legături externe
- Profil la Liverpool F.C.
- Jose Enrique la Soccerbase